# اتفاق (فیلم ۲۰۰۸)
اتفاق (به انگلیسی: The Happening) یک فیلم علمی–تخیلی مهیج محصول آمریکا، هندوستان و فرانسه است که در سال ۲۰۰۸ منتشر شد. نویسنده و کارگردان این فیلم ام. نایت شیامالان است. داستان در مورد یک مرد و خانوادهٔ اوست که در حال فرار از یک فاجعهٔ غیرطبیعی هستند. داستان حول محور انتشار گازی می‌گردد که باعث می‌شود هر فرد دست به خودکشی بزند. شخصیت اصلی فیلم، معلمی به نام «الیوت مور» است که در تلاش است به‌همراه فرزند و دوست خود به سمت سواحل شرق آمریکا فرار کند.

## داستان
در پارک مرکزی نیویورک جمعی از مردم دست به خودکشی دسته‌جمعی می‌زنند. در ابتدا این احتمال می‌رود که ویروسی توسط تروریست‌ها در شهر پخش شده‌است. در این بین، یک معلم به نام الیوت مور سعی دارد که از این واقعه فرار کند.

## بازیگران
- مارک والبرگ در نقش الیوت مور
- زویی دشانل در نقش آلما مور
- جان لگویزمائو در نقش جولیان
- بتی باکلی در نقش خانم جونز
- اشلین سانچز در نقش جس
- فرانک کولیسون در نقش نارسی اونرز
- ویکتوریا کلارک در نقش همسر نارسی اونرز
- جرمی استرانگ در نقش مأمور استر
- برایان اوهالوران در نقش رانندهٔ جیپ
- آلن راک در نقش پرینسپال
- جوئل دی لا فونته در نقش ریلتور
- اسپنسر برسلین در نقش جاش
- رابرت بیلی جونیور در نقش جارد